# Claude Ménard (historien)
Pour les articles homonymes, voir Claude Ménard et Ménard.
Claude Ménard est un érudit français, magistrat, puis prêtre catholique, né à Saumur le 1er septembre 1574, mort à Corzé (au château d'Ardannes) le 20 janvier 1652.

## Biographie
Il était issu d'une riche famille de robe originaire de Bourgogne. Son père, Pierre Ménard, ancien avocat au Parlement de Paris, avait été nommé juge à la prévôté de Saumur après la Saint-Barthélemy et la fuite en Angleterre de l'ancien titulaire, protestant. Sa mère s'appelait Marie Vallier. Après le retour des protestants à Saumur, la famille s'installa à Angers en 1578, et Pierre Ménard y acquit une charge de conseiller au présidial. En 1588, il prit parti pour la Ligue tandis qu'il envoyait ses deux fils aînés, Claude et Charles, au collège des jésuites de Paris. En 1591, il fut arrêté et mis en prison, et sa charge déclarée vacante. Il mourut en 1592 réfugié chez son ami le marquis du Bellay à Allonnes. Parmi les trois frères de Claude, l'un, prénommé Jean, né en 1580, se fit capucin en 1610 sous le nom de Léonard d'Angers et devint missionnaire, et un autre, prénommé Nicolas, né en 1581, fut curé de la paroisse Saint-Nizier de Lyon (et promoteur de l'archidiocèse) et mourut en 1624 d'une épidémie qui désolait alors la ville, en visitant ses paroissiens.  
Après la mort de son mari, Marie Vallier envoya son fils aîné Claude étudier le droit à l'Université de Toulouse. De retour à Angers, Il exerça d'abord dans l'étude d'un avocat, puis se fit pourvoir de la charge de lieutenant à la prévôté. Le 29 juin 1598, il épousa Bertranne / Bertrande Le Pelletier. Ils eurent six filles et deux garçons. Trois des filles furent religieuses, et le fils aîné, Pierre, élevé à Lyon par son oncle le curé Nicolas, devint chartreux dans cette ville. En 1607, après une grave maladie dont il pensa mourir, Claude Ménard, en accord avec sa femme, adopta un mode de vie religieux très ascétique. Le 7 juin 1612, sa fille aînée Marie, âgée de treize ans, prit l'habit à Lencloître, prieuré de Fontevraud, Maison-mère de l’  Ordre de Fontevraud, et le reçut des mains du Père Joseph.  
Claude Ménard joua un grand rôle, pour l'Anjou, dans la réforme qui se fit dans ces années-là des institutions ecclésiastiques. Il favorisa son adoption chez les Augustins et chez les Carmes d'Angers. Il s'attaqua aux dérèglements que connaissait l'abbaye féminine de Nyoiseau (ou Nidoiseau), et travailla à en faire démettre l'abbesse du Bellay et à faire nommer à sa place, en 1618, Françoise Roy, qu'il alla chercher jusqu'à Poitiers, et qui, jusqu'à sa mort en 1643, se dévoua à la réforme de cet établissement. En 1619, il se rendit à Poitiers auprès d'Antoinette d'Orléans-Longueville, qui venait de fonder avec l'aide du Père Joseph la congrégation des Filles du Calvaire, et ils organisèrent la création  à Angers du couvent Notre-Dame du Calvaire, second en date de cette congrégation. On lui donna quatre religieuses, dont sa fille Marie, et il fallut une escorte armée car on craignait que la puissante abbesse de Fontevraud, très hostile à la nouvelle congrégation, qui s'était constituée à ses dépens, ne les fît enlever. Les religieuses furent accueillies à Angers par la reine Marie de Médicis, qui y séjournait alors. La municipalité exigea que Ménard verse 50 000 livres de caution pour ce couvent, pour qu'il ne vienne pas à la charge de la ville.
En 1617, il vendit sa charge de lieutenant de la prévôté pour vaquer uniquement à ses activités pieuses. Il dépensait tant à cet effet qu'il faillit se ruiner, et son fils et sa fille restés dans le monde obtinrent qu'il soit démis de la gestion de ses biens et qu'il vive sur une pension fixe. Ils firent vendre sa bibliothèque, qui valait 10 000 livres, pour payer des créanciers. Mais il fit ensuite un gros héritage d'un de ses neveux mort sans enfant.
Sa femme mourut le 9 janvier 1635, et aussitôt après il demanda à l'évêque Claude de Rueil de l'ordonner prêtre. Il obtint facilement une dérogation pour les délais habituels et fut ordonné au mois de juillet suivant, âgé de soixante-et-un ans. Dans les années suivantes, il participa avec un groupe d'amis dévots (qui formaient la filiale locale de la Compagnie du Saint-Sacrement) à la création à Angers d'une maison des Filles pénitentes, pour y placer les femmes qui vivaient dans la débauche (maison pour laquelle on obtint des lettres patentes en 1642). Les mêmes agirent aussi pour la fondation d'une autre maison où on placerait les vagabonds, orphelins, mendiants ou invalides et où on les ferait travailler : ce fut le commencement de l'Hôpital général d'Angers.
Il mourut au château d'Ardannes, chez son gendre Joseph de Cherbaye et sa fille Anne, où il avait vécu après son veuvage. Il fut enterré dans la chapelle de la maison des Filles pénitentes, qu'il avait contribué à fonder.

## Œuvre
Il a rédigé un assez grand nombre de brochures dévotes. Mais il était d'autre part passionné d'histoire, et s'appliqua à compulser les archives de sa province avec tant de zèle et de succès que son compatriote Gilles Ménage le nomme « le père de l'histoire d'Anjou ». Il a laissé en manuscrit une Histoire d'Anjou (Rerum Andegavensium Pandectæ), en deux volumes in-folio et trois parties, dont la première (Peplus Andegavensis illustrium Andegavensium) est un recueil d'éloges d'hommes illustres de la province ; Ménage et le père Charles Le Cointe en désiraient la publication, mais elle ne se fit pas. La bibliothèque municipale d'Angers possède aussi en manuscrit (n° 702) un recueil de Vies d'évêques de la ville. On signale d'autre part à la BnF une Histoire de l'Ordre du Croissant, également non publiée.
Les textes de sa plume qui ont été publiés sont :
- Recherche et avis sur le corps de saint Jacques le Majeur, Angers, Antoine Hernayt, 1610 (Il y soutient, contre l'opinion dominante, que les reliques de ce saint étaient conservées dans un vieil oratoire de la collégiale Saint-Maurille d'Angers, plutôt qu'à Compostelle[6]) ; texte réédité en fac-similé en 2005 par les éditions Atlantica (Biarritz).
- Plainte apologétique pour Monsieur d'Angers contre certain livret anonyme intitulé Défense du chapitre de l'Église d'Angers, Angers, 1625 (prise de position dans la querelle permanente et violente qui opposa Charles Miron, évêque d'Angers de 1588 à 1616, puis de 1621 à 1626, au chapitre de la cathédrale[7]).
- Disquisitio novantiqua amphitheatri Andegavensis Romani, Angers, 1638 (dissertation latine sur les arènes de Doué-la-Fontaine).

Mais son nom est surtout associé à l'édition de plusieurs textes anciens :
- Deux premiers livres de saint Augustin contre Julien, Paris, 1617 (début des Contra Julianum pelagianum libri VI, dits Opus imperfectum, d'après un manuscrit de la cathédrale d'Angers[8]).
- S. Hieronymi indiculus de hæresibus Judæorum, Paris, 1617.
- Histoire de saint Louis de Jean de Joinville, Paris, Sébastien Cramoisy, 1617 (d'après un manuscrit trouvé à Laval, avec des textes latins inédits de l'époque, et un appareil de notes érudites, conservées dans l'édition de 1668 de Du Cange).
- Histoire de Bertrand du Guesclin, connétable de France, écrite l'an 1387, en anciennes rimes françoises, & mise en prose & donnée au public par Claude Ménard, Paris, Sébastien Cramoisy, 1618 (traduction littérale en prose du texte du trouvère Cuvelier).
- Itinerarium B. Antonini martyris, cum annotationibus, Angers, Pierre Avril, 1640 (récit de pèlerinage en Terre sainte datant du VIe siècle, trouvé dans la bibliothèque de l'abbaye Saint-Serge d'Angers, attribué faussement à Antonin de Plaisance).